# ريتشارد ماثيوز
ريتشارد ماثيوز (17 مايو 1950 في نيوزيلندا - ) (بالإنجليزية: Richard Matthews)‏ هو لاعب كريكت نيوزلندي.

## وصلات خارجية
- ريتشارد ماثيوز على موقع إي آس بي آن كريك إنفو (الإنجليزية)